# Irene SL
Irene SL — грецьке під грецьким прапором торгове судно класу VLCC (англ. very large crude carrier). Збудоване 2004 року. Має тоннажність 161 175GT та водотоннажність в 319 247 дедвейт.
9 лютого 2011 року судно захопили сомалійські пірати за 350 морських миль від південно-східного берега Маската в Аравійському морі. 7 квітня 2011 року корабель звільнили і безперешкодно направили в порт Дурбан, ПАР. 25 членів екіпажу, серед яких громадяни Греції, Грузії і Філіппін, залишилися неушкодженими. Їх стан оцінюється як задовільний.